# Bistum Dundo
Das Bistum Dundo (lat.: Dioecesis Dundensis) ist eine in Angola gelegene römisch-katholische Diözese mit Sitz in Dundo. Es umfasst die Provinz Lunda Norte.

## Geschichte
Papst Johannes Paul II. gründete es mit der Apostolischen Konstitution Angoliae evangelizandae am 9. November 2001 aus Gebietsabtretungen des Bistums Saurimo und es wurde dem Erzbistum Luanda als Suffragandiözese unterstellt. Am 12. April 2011 wurde es Teil der Kirchenprovinz des Erzbistums Saurimo.

## Bischöfe von Dundo
- Joaquim Ferreira Lopes OFMCap (9. November 2001 – 6. Juni 2007, dann Bischof von Viana)
- José Manuel Imbamba (6. Oktober 2008 – 12. April 2011, dann Erzbischof von Saurimo)
- Estanislau Marques Chindekasse SVD (seit 22. Dezember 2012)

## Statistik
| Jahr | Bevölkerung | Bevölkerung | Bevölkerung | Priester     | Priester         | Priester       | Priester               | Ständige Diakone | Ordensleute | Ordensleute | Pfarreien |
| Jahr | Katholiken  | Einwohner   | %           | Gesamtanzahl | Diözesanpriester | Ordenspriester | Katholiken je Priester | Ständige Diakone | männlich    | weiblich    | Pfarreien |
| ---- | ----------- | ----------- | ----------- | ------------ | ---------------- | -------------- | ---------------------- | ---------------- | ----------- | ----------- | --------- |
| 2001 | 70.000      | 700.000     | 10,0        | 7            | 2                | 5              | 10.000                 |                  | 5           | 9           | 1         |
| 2002 | 70.000      | 700.000     | 10,0        | 5            |                  | 5              | 14.000                 |                  | 6           | 10          | 1         |
| 2003 | 71.000      | 701.000     | 10,1        | 5            | 1                | 4              | 14.200                 |                  | 6           | 13          | 2         |
| 2004 | 71.000      | 701.000     | 10,1        | 6            | 1                | 5              | 11.833                 |                  | 6           | 13          | 4         |
| 2006 | 200.000     | 746.000     | 26,8        | 6            | 1                | 5              | 33.333                 |                  | 6           | 16          | 5         |